# Campionati mondiali di bob 1954
I Campionati mondiali di bob 1954, quattordicesima edizione della manifestazione organizzata dalla Federazione Internazionale di Bob e Skeleton, si sono disputati a Cortina d'Ampezzo, in Italia, sulla Pista olimpica Eugenio Monti, il tracciato sul quale si svolsero le rassegne iridate maschili del 1937 (unicamente nel bob a due), del 1939 (soltanto nel bob a quattro) e del 1950 in entrambe le specialità. La località italiana ha ospitato quindi le competizioni mondiali per la terza volta nel bob a due uomini e nel bob a quattro.
L'edizione ha visto prevalere l'Italia che si aggiudicò una medaglia d'oro e una d'argento sulle sei disponibili in totale, sopravanzando la Svizzera con un oro, la Germania Ovest con un argento e un bronzo e lasciando agli Stati Uniti un bronzo. I titoli sono stati infatti conquistati nel bob a due uomini dagli italiani Guglielmo Scheibmeier e Andrea Zambelli e nel bob a quattro dagli svizzeri Fritz Feierabend, Harry Warburton, Gottfried Diener e Heinrich Angst.

## Risultati

### Bob a due uomini
| Pos. | Atleti                                | Nazione     |
| ---- | ------------------------------------- | ----------- |
|      | Guglielmo Scheibmeier Andrea Zambelli | Italia      |
|      | Italo Petrelli Luigi Figoli           | Italia      |
|      | Stanley Benham James Bickford         | Stati Uniti |

### Bob a quattro
| Pos. | Atleti                                                           | Nazione        |
| ---- | ---------------------------------------------------------------- | -------------- |
|      | Fritz Feierabend Harry Warburton Gottfried Diener Heinrich Angst | Svizzera       |
|      | Hans Rösch Michael Pössinger Dix Terne Sylvester Wackerle        | Germania Ovest |
|      | Theo Kitt Josef Grün Klaus Koppenberger Lorenz Nieberl           | Germania Ovest |

## Medagliere
| Posizione | Nazione        | Oro | Argento | Bronzo | Totale |
| --------- | -------------- | --- | ------- | ------ | ------ |
| 1         | Italia         | 1   | 1       | 0      | 2      |
| 2         | Svizzera       | 1   | 0       | 0      | 1      |
| 3         | Germania Ovest | 0   | 1       | 1      | 2      |
| 4         | Stati Uniti    | 0   | 0       | 1      | 1      |
| Totale    | Totale         | 2   | 2       | 2      | 6      |